# Počítačová nápověda
Počítačovou nápovědou se myslí pomoc v oblasti IT.

## Dějiny
Její počátky jsou spleteny s počátky vzniku počítačů, neboť i vědecká obsluha v 2. světové válce musila být seznámena se s využitím onoho stroj.
Čím větší expanzi poté počítač zažíval, tím důležitější úlohu dostala.
V 90. let 20. století, v době, kdy již většina firem vlastnila mainframe, či dokonce počítače pro každého úředního pracovníka, bylo nutno seznámit zaměstnance s jeho základními funkcemi. Od 3. tisíciletí se stává běžnou součástí většiny operačních systémů, později i téměř každé aplikace.

## Dělení
Její základní rozdělení je následující:

### Odborná pomoc
Odborná nápověda, nazývána též odborná pomoc. Jedná se většinou o placenou pomoc od počítačových odborníků, známých také pod synonymem IT expert.

### Forum – internetová poradna
Alternativa Odborné pomoci. Řešení se vám dostane zdarma, avšak od amatérských odborníků.

### Softwarová nápověda
Jedná se o softwarovou nápovědu, čili takovou, kdy možná řešení nenabízí uživateli bytost živá (člověk), nýbrž program (na základě shody vašeho dotazu s dostupnými tématy). Ve většině operačních systémů – novější verze Windows (2000, XP, 7, 8, a další), některé verze Linuxu, Mac OS a jiných – je již ve výchozím nastavení zabudována, avšak její databáze obsahuje povětšinou jen témata nějakým způsobem související s OS, tedy – kupříkladu – s jeho příbuznými programy. Ve valné většině případů, řadí se do škatulky "zdarma".

### Volně dostupné materiály
V praxi se setkáme také s tímto typem, kdy uživatel je s problematikou seznámen pomocí volně přístupných elektronických materiálů (často s koncovkou pdf).
Specifická je jejich struktura, kdy uživateli nemusí být nabídnuta odpověď ihned, avšak ze zjištěné teorie sám by měl dokázat onu potíž vyřešit

### Kurzy a vyučování
Posledním způsobem pomoci v IT – počítačové nápovědy – je pro uživatele možnost navštívit speciálně zaměřený kurz, kde by měl nalézt odpovědi na své otázky.
Podobný princip se uplatňuje v základních školách v zemích prvního světa – předmět informatika.